# Scolopendra punensis
Scolopendra punensis är en mångfotingart som beskrevs av Jangi och Dass 1984. Scolopendra punensis ingår i släktet Scolopendra och familjen Scolopendridae. Inga underarter finns listade i Catalogue of Life.